# 赵宗汉
景孝簡王趙宗漢（？—1109年9月13日），祖籍涿郡（今河北省保定市清苑縣）人，宋朝宗室、宋太宗趙炅曾孫、商恭靖王赵元份孫、濮安懿王趙允讓第二十二子、宋英宗趙曙弟弟。

## 生平
史載趙宗漢擅長畫畫，曾作《八鴈圖》得到稱讚；最初任保寧軍留後，封鄴國公，紹聖三年（1096年）進爵東陽郡王。當時兄長趙宗楚剛襲封嗣濮王，但遇病不能到濮王園廟祭獻，就以宗漢代替，並請求改由宗漢襲嗣濮王，唯朝廷不許。次年，朝廷加他官為開府儀同三司、改封安康郡王，後來再加官檢校司空、任彰德軍節度使。
元符元年（1098年）嗣濮王、兄長趙宗祐去世，不久他就繼承了嗣濮王爵，奉祀濮安懿王。到宋徽宗即位後轉任寧江、保平、泰寧三鎮節度使，加檢校司徒、太保、太尉，負責大宗要事。徽宗臨幸濮王府邸，加封宗漢的子孫官爵，由於當時安懿王的兒子只有他尚健在，故待遇十分恩厚。
大觀三年（1109年），趙宗漢去世，贈職太師，追封景王，諡孝簡；以四兄楚王趙宗輔之子趙仲增襲嗣濮王。

## 家族

### 祖父母
- 赵元份，商恭靖王

### 父母
- 趙允讓，濮安懿王

### 子女
- 趙仲珙，武康軍節度使
- 趙仲彩，安遠軍承宣使
- 趙仲晷，昭信軍承宣使
- 趙仲賢，右監門率府率
- 趙仲係，感德軍承宣使
- 趙仲分，昭慶軍承宣使
- 趙仲俟，太子右內率府副率
- 趙仲璝，榮國公
- 趙仲儡，瓊恭憲王
- 趙仲㺹，康州防禦使
- 趙仲玶，忠州觀察使
- 趙仲栒，右監門率府率
- 趙仲藒，右監門率府率
- 趙仲𤲗，右監門率府率
- 趙仲炤，右監門率府率